# Kevin Conway
Kevin John Conway (Nueva York, 29 de mayo de 1942-ibíd., 5 de febrero de 2020) fue un actor y director de cine estadounidense.

## Carrera artística
En su primera aparición en cine interpretó a Roland Weary en la película de 1972 Matadero cinco, basada en la novela Matadero cinco de Kurt Vonnegut. En 1987 dirigió el film independiente The Sun and the Moon. 
Entre otros papeles en cine, Conway interpretó a Crum Petree en la película Funny Farm de 1988, Frank Papale en el drama Invincible y al general Curtis LeMay en la película de 2000 Thirteen Days.
Confirmado por sus publicistas, el actor murió el 5 de febrero de 2020 debido a un ataque al corazón a los 77 años.

## Filmografía
- Matadero cinco (1972)
- Portnoy's Complaint (1972)
- F. I. S. T. (1978)
- Paradise Alley (1978)
- The Scarlet Letter (1979)
- The Lathe of Heaven (1980)
- The Funhouse (1981)
- The Elephant Man (1982)
- Flashpoint (1984)
- Funny Farm (1988)
- Homeboy (1988)
- One Good Cop (1991)
- Jennifer 8 (1992)
- Gettysburg (1993)
- Streets of Laredo (1995)
- The Quick and the Dead (1995)
- Lawnmower Man 2: Beyond Cyberspace (1996)
- Looking for Richard (1996)
- Mercury Rising (1998)
- Two Family House (2000)
- Thirteen Days (2000)
- Black Knight (2001)
- Gods and Generals (2003)
- Mystic River (2003)
- Unforgivable Blackness: The Rise and Fall of Jack Johnson (2005)
- Invincible (2006)
- The Bronx Is Burning (2007)
- The National Parks: America's Best Idea (2009)
- The Dust Bowl (2012)